# مرض تشارلز داروين

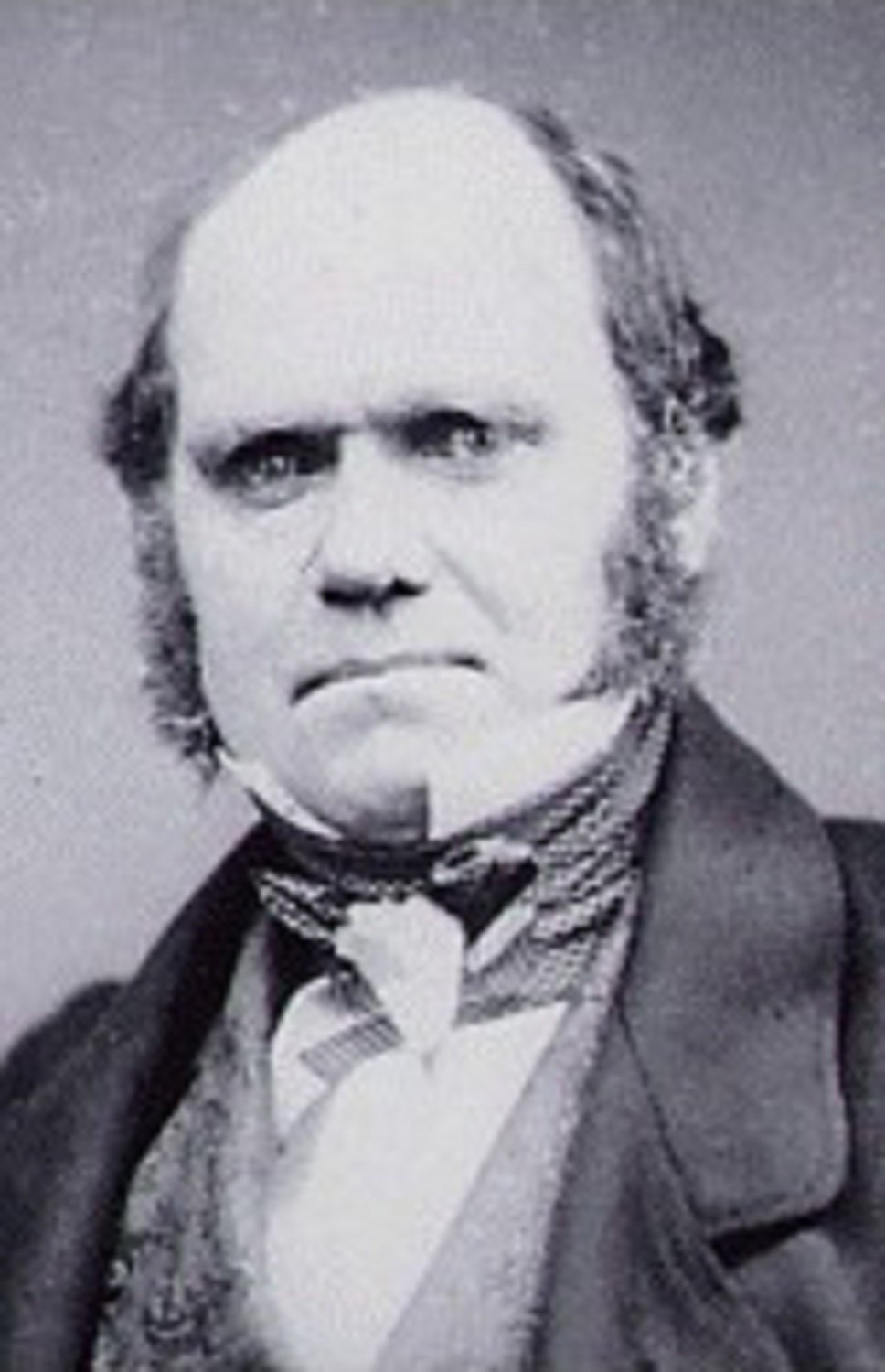
شارلز داروين (1809–1882)

طوال فترة حياة البلوغ، تعرضت  صحة تشارلز داروين للخطر بشكل متكرر بسبب مجموعة غير شائعة من الأعراض، مما جعله شديد الوهن لفترات طويلة من الزمن. ومع ذلك، من بعض النواحي، ربما يكون هذا قد ساعده في عمله، وكتب تشارلز داروين «حتى اعتلال الصحة، على الرغم من أنه قضى على عدة سنوات من حياتي، الا انه قد أنقذني من انحرافات المجتمع والتسلية».
تشاور مع العديد من الأطباء، ولكن، مع العلم الطبي في ذلك الوقت، بقيت الحالة دون تشخيص. حاول كل العلاجات المتاحة، ولكن في أفضل الأحوال، كان لديهم نجاح مؤقت فقط. ففي الآونة الأخيرة، كان هناك الكثير من التكهنات حول طبيعة مرضه.

## تطور المرض والأعراض
كطالب في جامعة أدنبرغ، وجد داروين أنه كان حساسًا جدًا تجاه رؤية الدم ووحشية الجراحة في ذلك الوقت،  لذا حوّل اهتمامه إلى التاريخ الطبيعي، وهو اهتمام خارجي كان قد طوره عند الدراسة في جامعة كامبريدج للتأهل كقصيص/رجل دين.
في 10 ديسمبر 1831، بينما كان ينتظر في بليموث لبدء رحلة البيجل، عانى من ألم في الصدر وخفقان القلب، لكنه لم يخبر أحداً في ذلك الوقت في حال أوقفه عن الذهاب في بعثة الاستطلاع. أثناء الرحلة، عانى بشدة من مرض البحر خلال الثمانية عشر شهراً التي قضاها في البحر، لكنه قضى معظم السنوات الثلاث والثلاثة أشهر التي كان فيها على الأرض في عملية استكشاف مضنية. في الأرجنتين في بداية أكتوبر 1833، انهار مع الحمى. وأمضى يومين في الفراش، ثم أقنعته ذكريات زميل في الشجرة كان قد توفي بالحمى أن يأخذ زورقاً إلى النهر إلى بوينس آيرس، وهو يرقد مريضاً في مقصورته حتى تمر الحمى. في 20 سبتمبر 1834، أثناء عودته من رحلة خيول في جبال الأنديز، مرض ومضى شهر أكتوبر في الفراش في فالبارايسو. في مذكرته في 25 مارس 1835، بينما كان إلى الشرق من جبال الأنديز بالقرب من مندوزا، لاحظ «هجوم (لأنه لا يستحق أقل اسم) من بينشوكا، وهو نوع من ريدوفوس، الحشرة السوداء الكبيرة من بامباس»، التي ترتبط بنقل داء شاغاس.
بعد انتهاء الرحلة في 2 أكتوبر 1836، سرعان ما أسس نفسه كجيولوجي بارز، وفي نفس الوقت بدأ سريًا في التكهنات حول التحول كما تصور نظريته. في 20 سبتمبر 1837، عانى من «خفقان غير مريح للقلب» و«بشدة» نصحه أطبائه، غادر لمدة شهر من الاستجمام في الريف. وكتب في أكتوبر/تشرين الأول: «من أي شيء متأخّر في أيّ وقت يزعجني يدقّني بالكامل بعد ذلك، ويحدث خفقان عنيف من القلب.»  في ربيع عام 1838، كان يعاني من القلق واضطرابات في المعدة وصداع تسبب له في أن يكون غير قادر على العمل لعدة أيام. هذه المشاكل المكثفة والقلبية عادت، لذلك في يونيو ذهب «جيولوجي» في اسكتلندا وشعر بالاسترداد الكامل. لكن في وقت لاحق من ذلك العام، عادت نوبات المرض - وهو نمط سيستمر. تزوج من إيما ويدجوود في 29 يناير 1839، وفي ديسمبر من ذلك العام مع تقدم حمل إيما الأول، وأصيب بالمرض ولم يحقق الكثير خلال السنة التالية.

## معالجة المياه
لم يحقق داروين أي نجاح مع العلاجات التقليدية. ففي عام 1849، بعد حوالي أربعة أشهر من القيء المتواصل، أخذ توصية صديقه الكابتن سوليفان وابن عمه فوكس في تجربة نظام معالجة المياه في مؤسسة دكتور جيمس غولي ووتر كيور في مالفيرن. قرأ كتاب غولي، الذي قدم تاريخ الحالة وكان لديه قائمة أسعار في الخلف. استأجر داروين فيلا في مالفيرن لعائلته وبدأت تجربة لمدة شهرين من العلاج في 10 مارس. اتفق خولي مع التشخيص الذاتي لداروين لعسر الهضم العصبي ووضعه روتينًا بما في ذلك تسخينه بواسطة مصباح حتى يقطر مع العرق، ثم الاحتكاك القوي بالمناشف الرطبة الباردة وحمامات القدم الباردة، واتباع نظام غذائي صارم، والمشي. لقد حظي داروين بالاهتمام والنظام المطالب الذي لم يترك له أي وقت ليشعر بالذنب لعدم عمله. لكن تحسنت صحته بسرعة، وشعر أن علاج المياه كان «لا دجل». لم يكن لديه أي ثقة في الأدوية المثلية التي قدمها غولي ثلاث مرات في اليوم ولكنه أخذها بطاعة. ومكثوا حتى 30 حزيران/يونيو، وعادوا إلى ديارهم في البيت، واستمر مع النظام الغذائي ومع معالجة المياه بمساعدة خادمه. وقد اتبع القواعد المتعلقة بالنهوض المبكر وتقنين وقت عمله، وتم بناء ساحة مشي على الرمل في الأساس لممارسة تمارين المشي، ووضع روتينًا استمر به.
في سبتمبر، عاد مرضه من اجتماع الجمعية البريطانية لتقدم العلوم، وقام داروين بزيارة يومية إلى مالفيرن، ثم تعافى في المنزل. في يونيو 1850، بعد أن خسر الوقت للمرض (بدون تقيؤ)، أمضى أسبوعًا في مالفيرن. وفي وقت لاحق من ذلك العام كتب إلى فوكس عن سذاجة «الدكتورة غولي» المحبوبة له، والتي عندما كانت ابنته مريضة، عالجتها بفتاة مستبدة للإبلاغ عن التغييرات الداخلية، وهي ماهره لوضعها في النوم، جون تشابمان كطبيب تشخيصي. وهو نفسه راعي للمياه، وبعد ذلك تعافت ابنة غولي. شرح داروين للـ فوكس شكوكه الغاضبة حول العرافة وأسوأ، الطب المثلي، ظانين أن الجرعات متناهية الصغر كانت ضد كل الفطرة السليمة ويجب أن تقارن ضد آثار عدم المعالجة على الإطلاق. كان غولي يزعج داروين لإخضاع نفسه للعرافة، وعندما رأى العرافة حاول أن يختبرها بطلبها قراءة الرقم على ورقة نقدية كانت لديه في ظرف، لكنها قالت بازدراء أن هذا ما فعلته خادمتها وشرعت في ذلك. لتشخيص الرعب في الدواوين في داروين، وهي قصة رواها لسنوات بعد ذلك. عندما كانت آني بنت داروين الصغيرة تعاني من عسر الهضم المستمر، أخذها بثقة إلى غولي في 24 مارس 1851 وبعد أسبوع، تركها هناك لأخذ العلاج ولكن بعد أسبوعين استدعت من قبل الدكتورة جولي حيث كانت آني تعاني من حمى مديدة. كانت الدكتورة غولي منتبهً وطمأنتها مرارًا وتكرارًا أنها كانت تتعافى، ولكن بعد سلسلة من الأزمات، توفيت آني في 23 أبريل. كان دارون مفجعًا في هذه الخسارة المأساوية، ولكن من المدهش أنه بقي على ما يرام في أعقاب ذلك، مشغولًا بتنظيم ترتيبات الجنازة.
احتفظ داروين بسجلات عن آثار استمرار معالجة المياه في المنزل، وفي عام 1852 أوقف النظام، بعد أن وجد أنه يساعد في بعضًا من الاسترخاء ولكن ليس له تأثيرًا كبيرًا بشكل عام، مما يشير إلى أنه لا يؤدي إلا إلى تقليل أعراضه النفسية الجسدية.
مع ذكريات موت آني، لم يرد داروين العودة إلى مالفيرن. ففي عام 1856، بدأ في الكتابة لنشر نظريته، وضغط على الإفراط في العمل، حتى بحلول مارس 1857 كان المرض يقطع يوم عمله «قصير بشكل يبعث على السخرية». وجد أخصائيًا مائيًا جديدًا، هو الدكتور إدوارد فيكستيد لين، الذي تقع مؤسسته المائية المستندة إلى المستنقعات بالقرب من فارنهام في ساري على بعد 40 ميلاً فقط من منزل داروين. كانت حالته كما كانت عندما رأى داروين غولي لأول مرة، وكتب الدكتور لين في وقت لاحق، «لا أستطيع أن أتذكر أي حالة كان الألم فيها مؤثراً مثله. عندما كانت أسوأ الهجمات، كان يبدو أنه سحق مع الألم». وصل داروين في 22 إبريل/ميسان وكتب إلى فوكس «إنه أمر مذهل حقًا وغير قابل للمساءلة على الإطلاق، فالذي حسن لي هذا الأسبوع واحد»، وقرّر البقاء في 5 مايو. وكان يتمتع بالنظام الأكثر استرخاءً، والذي لم يتضمن استبصارًا، أو ميسمريا، أو الطب المثلي، لأن لين لم «يؤمن بكل القمامة التي يقوم بها الدكتور» أصبح داروين متحولًا تمامًا، «مقتنعًا تمامًا أن الشيء الوحيد للحالات المزمنة هو علاج المياه»، وكتب: «أعتقد حقًا أنني سأدلي بنقطة من المجيء إلى هنا لأسبوعين في بعض الأحيان، حيث أن البلد ممتع جدًا للمشي». لقد أخبر هوكر أنه «تلقى بالفعل كمية من الخير، وهو أمر لا يصدق على نفسي وغير خاضع للمساءلة. - يمكنني أن أسير وأكل مثل مسيحي قويم، وحتى ليالي جيدة. - لا أستطيع على الأقل أن أفهم كيف أن الماء يمكن أن يتصرف كما هو بالتأكيد بالنسبة لي، فهو يثقل دماغ الشخص بشكل رائع، لم أفكر في نوع واحد من أي نوع، منذ أن ترك المنزل.» ثم ناقض نفسه بالسؤال عن أنواع جبال الألب.

### استمرار المرض
حاول داروين بشكل يائس العديد من العلاجات المختلفة، ضمن حدود العلوم الطبية في عصره. فلقد تناول جميع أنواع الأدوية، بما في ذلك مركبات البزموت واللاودنوم، بل وقام أيضًا بتجربة علاجات الدجاين، مثل التحفيز الكهربائي للبطن بحزام مروع. في 16 مايو 1865، كتب إلى جون شابمان، الذي أصبح الآن أخصائيًا مؤهلاً في عسر الهضم والمرض والطب النفسي. أرسل تشابمان داروين كتابًا عن علاج لدوار البحر في استخدام أكياس الثلج إلى الجزء الصغير من الظهر، ودعاه داروين إلى منزل داون لتجريب هذا العلاج. في مخطوطة مؤرخة في 20 مايو 1865، يعتقد أنها كانت لتشابمان، وصف داروين أعراضه:
في سيرته الذاتية لعام 1876، كتب داروين عن مرضه، مشددًا على أنه قد تم إحضاره من خلال «الإثارة» للتواصل الاجتماعي:
يمكن أن يكون عدد قليل من الأشخاص قد عاشوا حياة أكثر تقبلاً مما فعلنا. إلى جانب الزيارات القصيرة إلى بيوت العلاقات، وأحيانًا إلى شاطئ البحر أو في أي مكان آخر، لم نذهب إلى أي مكان. خلال الجزء الأول من مقر إقامتنا، ذهبنا قليلاً إلى المجتمع، وتلقينا بضعة أصدقاء هنا؛ لكن صحتي عانت دائما تقريبا من الإثارة، ومن ثم جاءت الارتجافات العنيفة والتهجم على القيء. لذلك اضطررت لسنوات عديدة للتخلي عن جميع حفلات العشاء. وهذا كان نوعًا ما من الحرمان، حيث أن مثل هذه الأحزاب تضعني دائمًا في حالة معنوية عالية. من نفس السبب تمكنت من دعوة عدد قليل جدا من المعارف العلمية.
كان عملى العلمي والتمتع الرئيسي بي والتوظيف الوحيد طوال الحياة. والإثارة من مثل هذا العمل تجعلني طي النسيان، أو أنقذ بعيدا، انزعاجي اليومي. لذلك ليس لدي ما سجلته خلال بقية حياتي، باستثناء نشر العديد من كتبي.

## الأسباب المحتملة
حاولت العلوم الطبية مرارًا وتكرارًا تحديد المسببات، وتم إجراء العديد من الفرضيات، مثل:
- متلازمة اسبرجر أو غيرها من الاضطرابات النمائية المنتشرة[22]
- داء شاغاس[23]
- متلازمة التعب المزمن[24]
- مرض كرون[25]
- متلازمة القئ الدوري[26]
- عدم تحمل اللاكتوز[27]
- الذئبة الحمامية[28]
- مرض مينير[29]
- مرض القراد
- اضطراب الهلع مع خوف من الأماكن المكشوفة[30]
- اضطراب الوسواس القهري[31]
- مرض نفسي جسدي [32]
- متلازمة عدم انتظام دقات القلب الانتصابي
- التعصب التحسسي

### السببية النفسية
وجد داروين أن مرضه غالباً ما يتبع حالات مرهقة، مثل إثارة حضور اجتماع. بعد هروبه من «لندن القذرة الدخان» إلى وطنه والتراجع عن بيت القسيس السابق في منزل داون في داون، فأصبح أكثر انحطاطًا، في الواقع قام بتركيب مرآة خارج المنزل، حتى يتمكن من الانسحاب عندما كان الزوار يقتربون من الزاوية. عندما غادر، كان معظمها لزيارة الأصدقاء أو الأقارب، على الرغم من أنه سعى جاهدا للوفاء بالتزاماته لحضور الاجتماعات العلمية.

#### تشخيص اضطراب الهلع والخوف من الأماكن المكشوفة
أفاد بارلون ونويز أنه عندما كان شاباً، كان داروين يعاني من «نوبات من الاضطراب البطني، خاصة في المواقف العصيبة». وكان لديه «ضعف سابق للمرض» والذي كان يشار إليه في شبابه بـ «الحساسية تجاه الضغط الناقد في شبابه». وهم يؤكدون أن «الكثافة المتغيرة للأعراض والطرق المزمنة المطولة دون تدهور مادي تشير أيضًا إلى أن مرضه كان نفسيًا». يظهر اضطراب الهلع عادة في سن المراهقة أو في مرحلة البلوغ المبكرة مع ارتباط مع التحولات الحياة المجهدة.2 وغالباً ما تتضمن تواريخ مرضى اضطراب الهلع نوعًا من الانفصال عن الشخص الذي له أهمية عاطفية بالنسبة لهم، والتي قد تكون مهمة مثل أم داروين. توفي في عام 1817 عندما كان في الثامنة، على الرغم من أن داروين كان على ما يبدو طفولة سعيدة بشكل عام وشجعه أشقائه. واقترح بولبي أن قلق الانفصال قد يساعد على إحداث اضطراب الهلع في مرحلة البلوغ، وأن المرضى الذين يعانون من مرض عون للفزع غالبا ما يصفون الآباء والأمهات بأنهم مهيمنون، أو متحكمون، أو حرجون، أو مخيفون، أو رافضون، أو محترمون، الذي يطابق أوصاف (نزاع) لأب داروين على أنه استبداد (انظر أدناه).).
تقول دراسة أجراها شامبلز ومازون أنه بغض النظر عن الجنس، كلما قل المذكر في سمة الشخص المصاب باضطراب الهلع، كلما زاد احتمال استخدامهم للتجنب (الانسحاب الاجتماعي) كآلية للتكيف. غالباً ما يتحول الأفراد الذين لديهم سمات ذكورية أكثر إلى استراتيجيات مواجهة خارجية (على سبيل المثال، الكحول). كتب الدكتور بين أنه في حين كان لداروين ثقة كبيرة، في الوقت نفسه كان عصبيا، أصبح عصبيا عندما تم تغيير روتينه، وكان مستاء جدا تجاه عطلة، رحلة، أو زائر غير متوقع.

#### العلاقة مع الأب
يشير ريمبف 6 إلى سبب نفسي يستند إلى نظرية مجمع أوديب، مقترحا أن مرض داروين كان «تعبيرا عن الغضب المكبوت تجاه والده» (الطبيب روبرت داروين). ورأى رمبف أن «التقديم الكامل لداروين» لأب مستبد يمنع داروين من التعبير عن غضبه تجاه والده ومن ثم تجاه الآخرين. في تشخيص مشابه، وصرح الطبيب النفسي الإنجليزي الدكتور رانكين غود: «إذا لم يقتل داروين والده في الجسد، فإنه بالتأكيد قتل الأب السماوي في عالم التاريخ الطبيعي»، يعاني «لربه» اللاوعي الذي تمثل «ما يقرب من أربعين عاما من المعاناة العصابية الحادة والمعطلة». وتنازع السير غافن دي بير هذا التفسير، مدعياً سبباً مادياً .8
تقول سيرة حياة داروين عن والده، أنه كان ظالمًا إلى حد ما بالنسبة لي عندما كنت صغيراً، ولكن بعد ذلك أنا ممتن لكوني أعتقد أنه أصبح المفضل الرئيسي معه«. إن السبب المؤهب لأي خلل نفسي والذي عرضه تشارلز داروين كان يبدو أنه الصراع والتوتر العاطفي اللذان ينبعان من علاقاته المتناقضة مع والده. الذي كان يحترمه ويشعر به لا شعوريا».وكما يستشهد برادبيري بتحليل جون تشانسيلر: «... رغبة داروين الهائلة في العمل وتحقيق شيء ما دفعته كراهية واستياء لوالده، الذي كان قد وصفه بأنه عامل تباطؤ وحسن مقابل لا شيء خلال شبابه».

#### العلاقة مع الزوجة والعصبية حول تركها وحدها
كتب بيتر برنت في سيرته الذاتية عن داروين، داروين: رجل من الفضول المتضخم، أن ارتباطات تشارلز مع إيما داروين كانت مرتبطة بالطفولة وبداية الذاكرة، وكان لها تاريخ مشترك، تقليد مشترك. من الصعب التفكير في علاقتهما بشغف، لكنها كانت سعيدة، وكانت السعادة لها جذور عميقة ". ويستند باردبوري- وهو نفسه عالم نفس اجتماعي - إلى هذه السيرة الذاتية ليجادل أنه في رسائل داروين، كانت ايما "دائما الأم، ولا الطفلة أبداً، وداروين دائماً الطفل، وليس أبًا أبداً". أعطى داروين زوجته لقب "مامي"، وكتب، "أعزّ مامي القديمة ... بدونك، عندما أشعر بالمرض، أشعر بأني أكثر خرابا ... يا مامي، أكون طويلا لأكون معكم وتحت حمايتكم لوقتها أشعر بالامان." وينص برنت على أنه من الصعب رؤية أن هذا الرجل في التاسعة والثلاثين من عمره يكتب إلى زوجته وليس طفلاً صغيرًا يكتب إلى أمه. أقتبس بارلون ونويسل اعتراف داروين بالدكتور شابمان من "العصبية عندما يترك لي ايما"، التي يفسرها على أنها خوف من أن تكون مرتبطة بمفرده اضطراب الهلع .

#### التوتر الديني
كان لداروين علاقة معقدة بالدين. عائلة داروين-ويدجوود كانت من الكنيسة اليونيتاريانية، مع جده إراسموس داروين والأب يأخذون هذا إلى حد فريتحوت، ولكن، في المناخ القمعي في أوائل القرن التاسع عشر، امتثل والده للكنيسة الانجليكانية في إنجلترا.
كان تعليم تشارلز داروين في المدرسة الانجليكانية، ثم بعد ذلك في ادنبره، وانضم إلى المجتمعات الطلابية حيث اعتاد مدرسوه على المادية. وكان يحب التفكير في أن يصبح رجل دين في الدولة، وقبل أن يدرس في جامعة كامبريدج، «كما لم أشك في أدنى شك في الحقيقة الدقيقة والحرفية لكل كلمة في الكتاب المقدس ، سرعان ما أقنعت نفسي بأن عقيدتنا يجب أن تكون مقبوله تماما.» إن الأساتذة الطبيعيين من رجال الدين هناك الذين أصبحوا أصدقاءه مدى الحياة قبلوا تمامًا الأرض القديمة ولكنهم عارضوا نظرية التطور التي شعروا أنها ستقوض النظام الاجتماعي. لقد أحسن أداءه في علم اللاهوت، وفي نهائيات كأس العالم، جاء في المركز العاشر من قائمة تمريرة من 187. وفي كلتا الجامعتين، رأى كيف أن التطور كان مرتبطا بالراديكاليين والديمقراطيين الذين يسعون للإطاحة بالمجتمع، وكيف يمكن أن يؤدي دعم مثل هذه الأفكار علنا إلى تدمير السمعة وفقدان الموقف وحتى السجن بسبب الكفر.

### فرضية شاغاس
متقدمة لأول مرة في عام 1959 من قبل متخصص إسرائيلي بارز في الطب الاستوائي الدكتور سول ادلر من الجامعة العبرية، واستند فرضية داء شاغاس جزئيا على حقيقة أنه خلال رحلة البيجل، كان لعوب داروين من قبل ناقل الحشرات لهذا المرض بالقرب من مندوزا إلى الشرق من جبال الأنديز الأرجنتينية بينما كان في واحدة من رحلات استكشاف الأرض له. وأشار في مجلته يوم 26 مارس 1835
كانت حجج فرضية داء شاغاس هي بشكل رئيسي أعراضه المعدية وبعض علاماته وأعراضه العصبية (سببه شاغاس بسبب خلل في الجهاز العصبي اللاإرادي)، والشعور بالضيق والإرهاق، فضلاً عن السبب النهائي للوفاة التي يبدو أنه كان الفشل القلبي المزمن (موجود في حوالي 20% من مرضى داء شاغاس، مع تضخم القلب وأمراض الأوعية الدموية البطينية) مصحوبًا بوذمة الرئة.

## روابط خارجية
- Milnter R (أكتوبر 2002). "Putting Darwin in His Place". Scientific American. مؤرشف من الأصل في 2007-10-20.
- Douglas, C. Changing Theories of Darwin's Illness, Purdue University.
- The Origin of Darwin's Anxiety. ScienceNow, January 8, 1997.
- Darwin Illness. The Talk.Origins Archive. Refutation to Claim no. CA131 of creationists that Darwin's illness was caused by feeling guilt of his "sins".
- Chagas Disease Claimed an Eminent Victim. The New York Times, June 15, 1989.